# Часта
Часта (словац. Častá) — село, громада округу Пезінок, Братиславський край, південно-західна Словаччина, Малокарпатський регіон. Кадастрова площа громади — 35,23 км².
Населення 2257 осіб (станом на 31 грудня 2017 року).

## Історія
Часта згадується в 1240 році.

## Населення
| Рік:            | 1994. | 2004.   | 2014.   | 2024.   |
| --------------- | ----- | ------- | ------- | ------- |
| Кількість осіб: | 1948  | 2094    | 2212    | 2419    |
| Різниця:        |       | +7,49 % | +5,63 % | +9,35 % |

| Рік:            | 2023. | 2024.   |
| --------------- | ----- | ------- |
| Кількість осіб: | 2396  | 2419    |
| Різниця:        |       | +0,95 % |